# 텔레노르

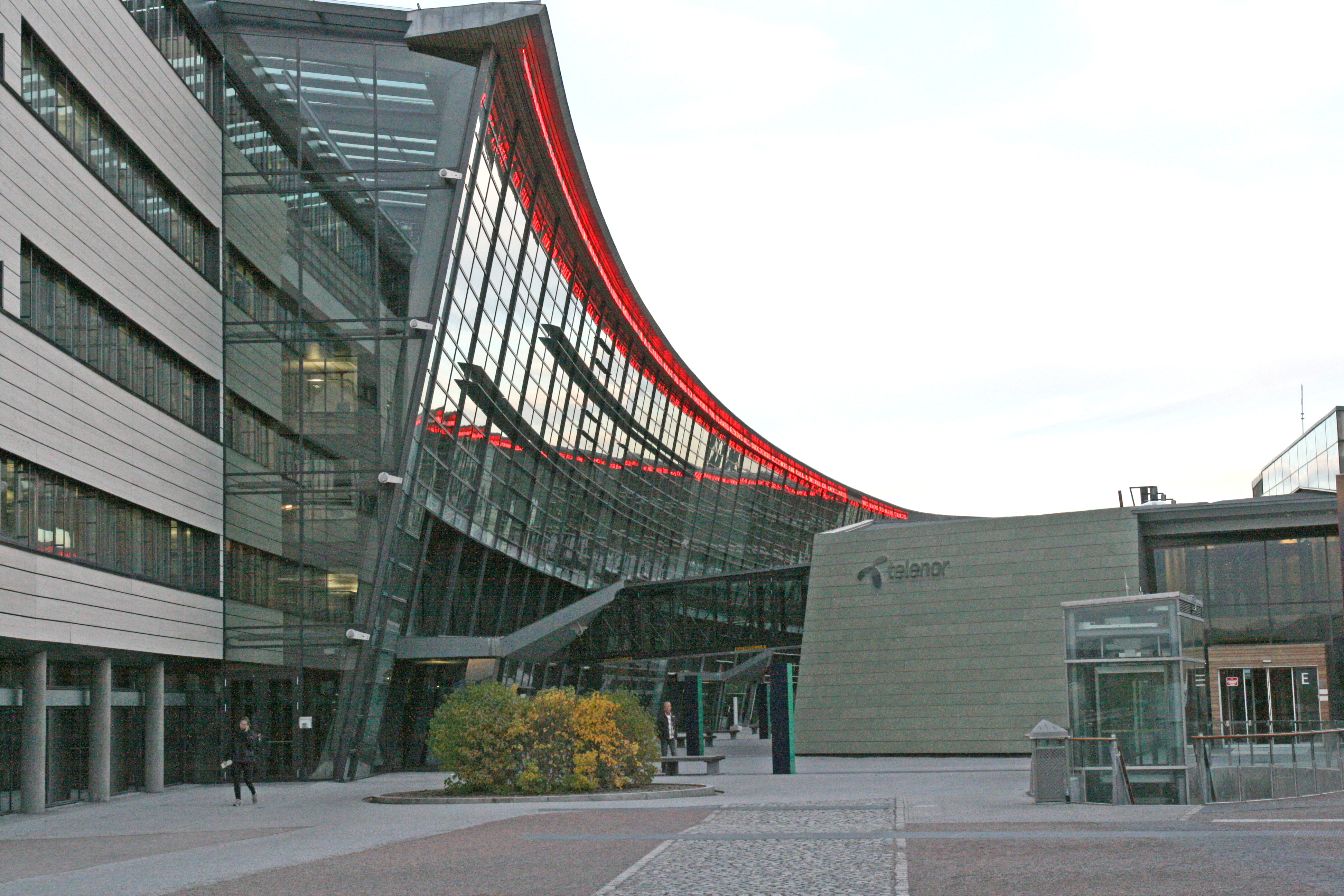
텔레노르 본사

텔레노르(Telenor)는 오슬로에 가까운 베룸에 본사를 둔 노르웨이의 국유 다국적 전기 통신 기업이다. 세계적으로 운영되는 세계 최대의 모바일 전기 통신 기업들 중 하나이지만 스칸디나비아와 아시아에 집중한다. 노르딕 국가에서 규모가 큰 브로드밴드 및 TV 배급 부문을 운영하고 있으며 기계 대 기계 통신 기술을 위한 10년 된 연구 및 비즈니스 계열을 보유하고 있다. 텔레노르는 8개 국가에서 네트워크를 소유하고 있다.
텔레노르는 오슬로 증권거래소에 상장되어 있다.